# Liste der Brücken über den Teltowkanal

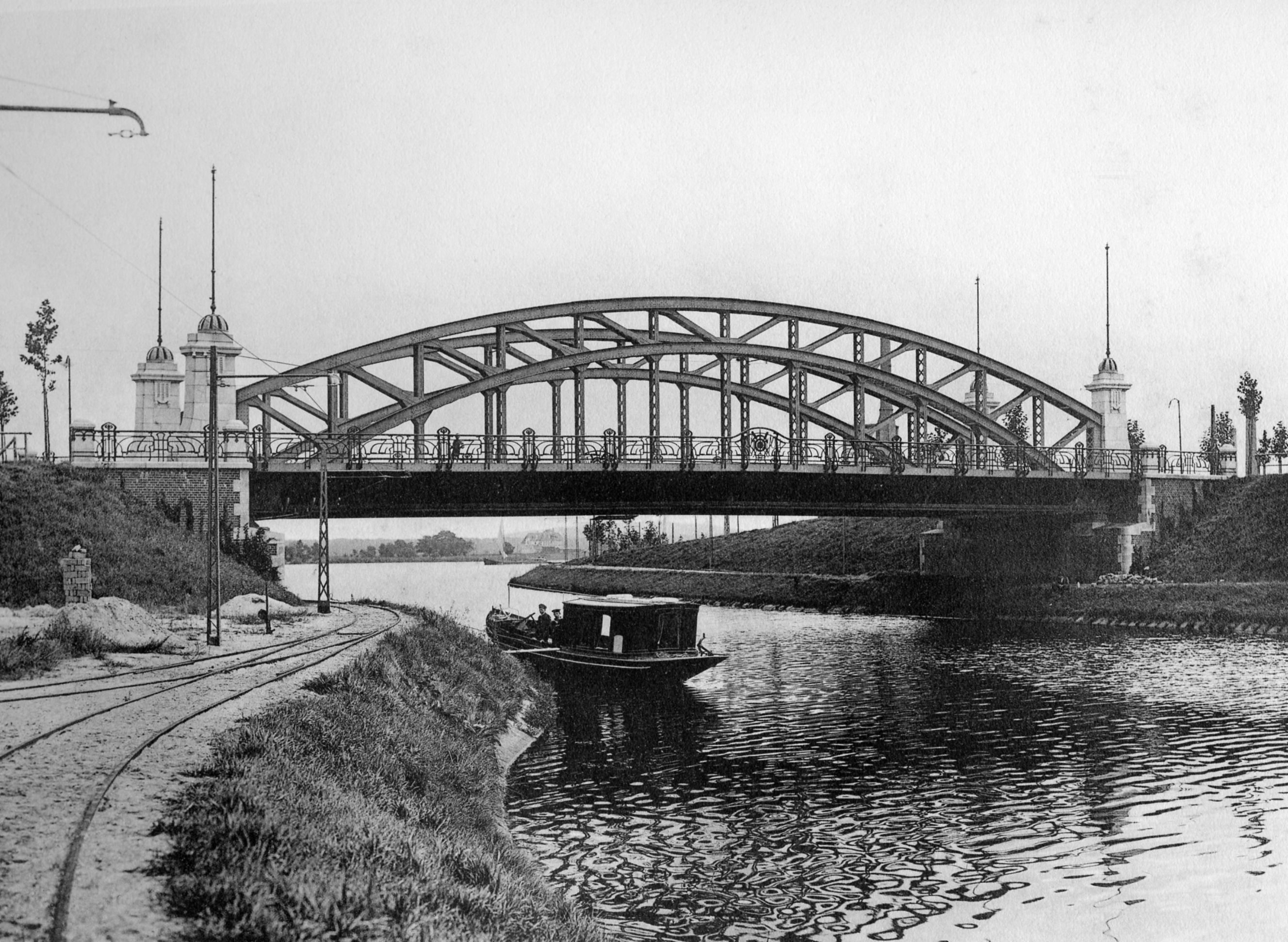
Kaiser-Wilhelm-Brücke in Berlin-Köpenick, 1906

Die Liste der Brücken über den Teltowkanal führt alle vorhandenen und ehemaligen Brücken über den Teltowkanal auf. Die gut 38 Kilometer lange, künstliche Bundeswasserstraße liegt in den deutschen Bundesländern Berlin und Brandenburg. Der Kanal verbindet die Untere Havel-Wasserstraße, abzweigend von der Potsdamer Havel mit der Dahme, die zur Spree-Oder-Wasserstraße gehört. Er wurde zwischen 1900 und 1906 erbaut.

## Die Brücken über den Kanal

### Bau und Namensgebung
Der Bau des Kanals erforderte die Anlage von neun Eisenbahnbrücken und 46 Straßen- und Wegebrücken. Hinzu kamen über zehn Leinpfadbrücken, die in der Treidelzeit des Kanals die Hafeneinfahrten und Stichkanäle überspannten. Wie bei der Eisenbahnbrücke der zwischen 1877 und 1882 angelegten Wetzlarer Bahn (Nr. 5) bei Kohlhasenbrück ersetzten die neuen Teltowkanal-Brücken zum Teil bereits vorhandene Brücken, die insbesondere im ehemaligen Bäkelauf Verkehrswege über den Fluss, der weitgehend im Teltowkanal aufging, geführt hatten.

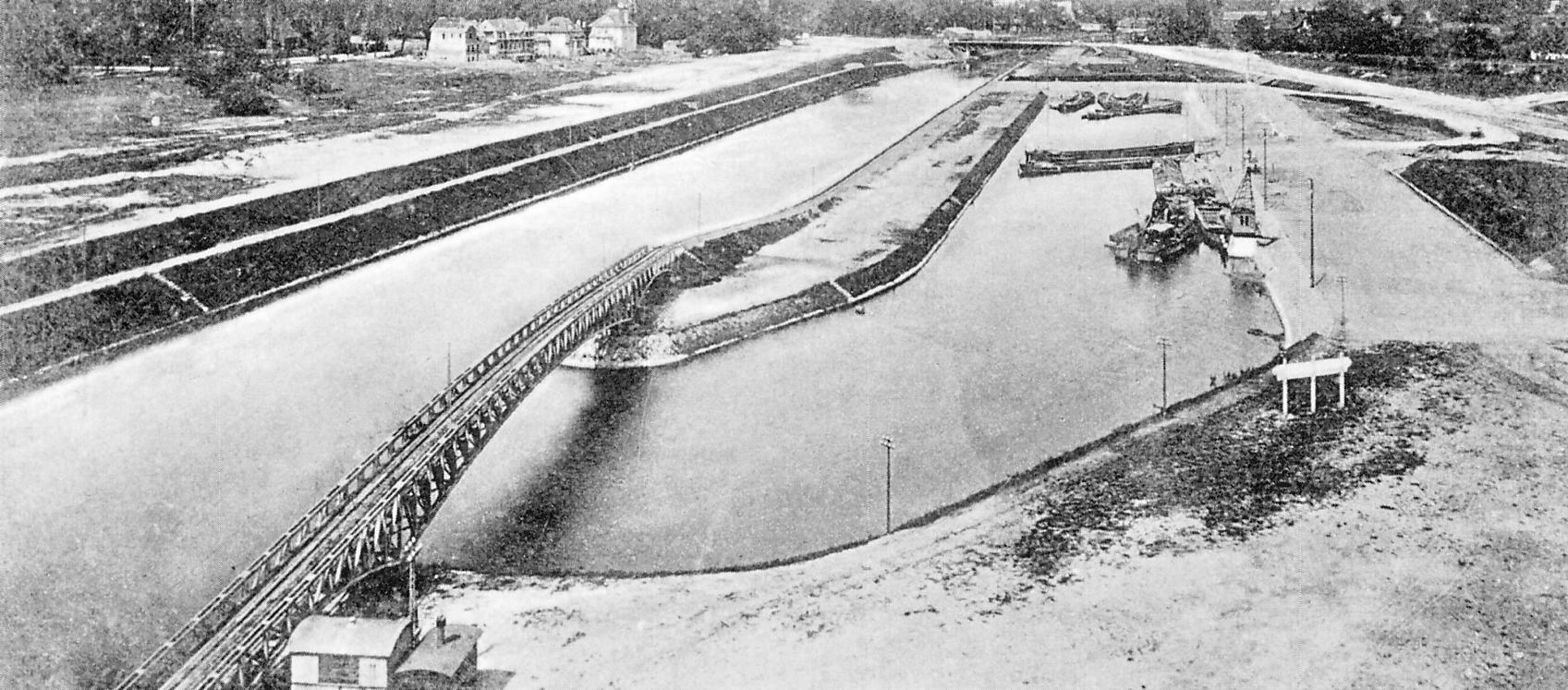
Ehemalige Treidelbrücke am Hafen Lichterfelde, um 1906

Mit Ausnahme der Chausseestraßenbrücke Britz (Britzer Brücke, Nr. 41), die als massive Betonbrücke angelegt wurde, erhielten alle Brücken einen eisernen Überbau. Dabei kamen drei verschiedene Systeme zur Anwendung:
- Trapezträger mit unterliegendem Fachwerk
- Bogenträger mit Zugband
- Kragarmsystem mit überstehenden Enden.[2]

Aufgrund des morastigen Untergrundes vor allem in der Bäkeniederung erfolgte die Gründung der Betonwiderlager auf bis zu 20 m langen Pfählen. Als lichte Höhe der Brücken waren 4 m über dem höchsten Kanalwasserstand festgesetzt, ihre lichte Weite betrug mindestens 20 m.
Die südlichen Berliner Ortsteile, die der Kanal durchfließt, kamen erst 1920 zu Groß-Berlin. Zuvor waren sie Teil des Brandenburger Landkreises Teltow, dem Bauherrn des Kanals. Initiator des Baus war der Landrat Ernst von Stubenrauch. Eine Brücke wurde nach Stubenrauch und zahlreiche weitere Brücken wurden nach leitenden Mitarbeitern der Kreis-Kanalkommission und der 1924 gegründeten Teltowkanal AG benannt.

### Sprengung 1945 und Folgebauten

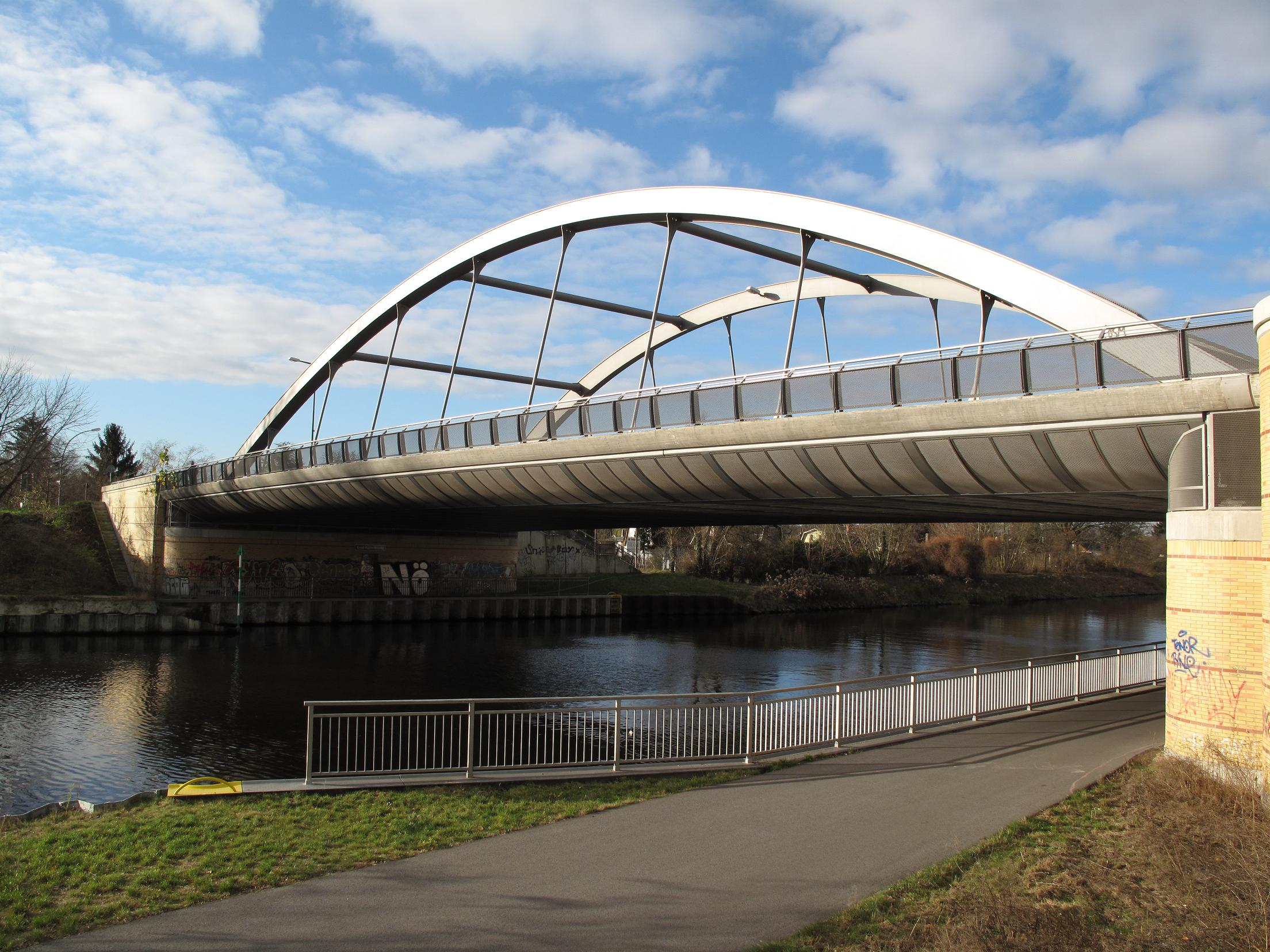
Ernst-Keller-Brücke in Berlin-Britz, moderne Stabbogenbrücke von 2004

Bis auf eine Ausnahme wurden sämtliche Brücken kurz vor dem Ende des Zweiten Weltkriegs bei Rückzugsgefechten vor der Roten Armee von der deutschen Wehrmacht gesprengt. Lediglich die noch bestehende Späthstraßenbrücke (Nr. 44) in Berlin-Britz blieb unversehrt. Die inzwischen funktionslose und von der Neuen Späthbrücke (Nr. 44a) abgelöste Brücke ist somit die einzige im Original erhaltene historische Brücke und steht entsprechend unter Denkmalschutz. Die übrigen Brücken wurden nach 1945 sukzessive durch Neubauten ersetzt. Nicht ersetzt wurden die gleichfalls zerstörten Treidelbrücken, da die Treidelzeit des Kanals 1945 endete. Aus dieser Zeit erhalten geblieben sind die Treidelbrücke über dem Zehlendorfer Stichkanal und das Mittelstück der Brücke über der Einfahrt zum Frachthafen Berlin-Steglitz, das als Edenkobener Steg (Nr. 24) eine neue Verwendung als Fußgängerbrücke fand.
In den 2000er Jahren erforderte der Bau der Bundesautobahn 113, die im Ostteil parallel neben dem Kanal verläuft, zur Herstellung der Anschlussstellen den Ersatz sämtlicher Brücken in diesem Kanalbereich. Die Neubauten wurden einheitlich als moderne Stabbogenbrücken ausgeführt.
Ende 2013 gab die Deutsche Bahn bekannt, die Eisenbahnüberführung der Friedhofsbahn über den Teltowkanal zeitnah abzureißen. Die Stahlfachwerkbrücke mit einer Spannweite von 62 m gilt als nicht mehr verkehrssicher.

## Aufbau der Liste
Neben den vorhandenen und ehemaligen Brücken fasst die Liste Rohrleitungsbrücken tabellarisch zusammen. Aufgenommen sind nur die in den Quellen (Literatur und Weblinks) dokumentierten Brücken. Die Nummerierung (Spalte 1, nichtamtlich) und Kilometrierung (Spalte 2) erfolgt von der Glienicker Lake zwischen Potsdam-Babelsberg und Berlin-Wannsee bis zur Dahme in Grünau. Die Nummerierung folgt den Angaben der Schifffahrtskarten, wobei neu hinzugekommene Brücken oder Ersatzbrücken mit dem Zusatz des Kleinbuchstabens „a“ gekennzeichnet sind. Ehemalige, nicht nummerierte Brücken sind unter dem Großbuchstaben „X“ gelistet – mit Ausnahme der ehemaligen Rohrbrücke in Adlershof, die in den Schifffahrtskarten nach wie vor unter der Nr. 50 geführt wird. In der Spalte 3 sind die meisten Brücken im Bild dokumentiert. Die vierte Spalte enthält die Brückennamen, wobei namenlose Brücken in Klammern und ehemalige Brücken kursiv gesetzt sind. Darunter sind die Orte beziehungsweise Berliner Ortsteile angegeben, in denen sie liegen. Die Textspalte „Anmerkungen“ nennt die Geschichte und Daten der Brücken und gegebenenfalls ihre ehemaligen Namen, sie gibt zudem Aufschluss über die Namensgebung. Die sechste und letzte Spalte verlinkt die Koordinaten der Bauwerke.

## Liste der Brücken
| Nummer | km    | Fotografie | Name der Brücke / Ort                                                             | Anmerkungen | Koordinaten                  |
| ------ | ----- | --- | --------------------------------------------------------------------------------- | --- | ---------------------------- |
| 1      | 00,10 | Parkbrücke 1906 November 2009 | Parkbrücke Potsdam-Babelsberg                                                     | Die Parkbrücke, manchmal auch Parkwegbrücke zu Klein-Glienicke genannt, ist die erste Brücke über den „Durchstich zu Klein-Glienicke“ von der Potsdamer Havel kommend. Dieser kurze Kanalabschnitt verbindet die Glienicker Lake mit dem Griebnitzsee im Verlauf der künstlichen Wasserstraße nach Osten. | 52° 24′ 30″ N, 13° 6′ 4″ O   |
| 2      | 00,25 | Enver-Pascha-Brücke 1906 Brückenzustand am 29. November 2009 | Enver-Pascha-Brücke Potsdam-Babelsberg                                            | Die Enver-Pascha-Brücke, am 3. September 1901 fertiggestellt, führte zwischen Neubabelsberg und Klein-Glienicke in Potsdam-Babelsberg über den Teltowkanal. Benannt wurde die Brücke nach Enver Pascha, einem Politiker, General und Kriegsminister des Osmanischen Reichs. Er kam im Jahr 1909 als Militärattaché nach Berlin und wohnte drei Jahre in Klein-Glienicke. Die Enver-Pascha-Brücke war aufgeteilt in einen Fußgängerbereich und einen Teil für den Straßenverkehr. Während der Kampfhandlungen am Ende des Zweiten Weltkriegs wurde die Brücke gesprengt und – auch wegen der Lage im Grenzgebiet während der Zeit der deutschen Teilung – nicht wieder aufgebaut. Stattdessen verläuft hier zurzeit (Stand: 2009) über den Kanal ein Stahlträger mit zwei Rohrleitungen. Auf Antrag der Fraktion Sozial.Die Linke hat Potsdams Oberbürgermeister Mike Schubert (SPD) 2023 die amtliche Einziehung des Brückennamens und die Löschung aus dem Straßenverzeichnis veranlasst. Der osmanische Kriegsminister Enver Pascha gilt als einer der Hauptverantwortlichen für den Massenmord an Armeniern im Jahr 1915. | 52° 24′ 29″ N, 13° 6′ 12″ O  |
| 3      | 03,55 | Böckmannbrücke 1906 Böckmannbrücke | Böckmannbrücke Berlin-Wannsee                                                     | Die Böckmannbrücke ist eine Straßenbrücke, die nach dem Architekten Wilhelm Böckmann benannt wurde. Die Brücke verbindet den Zehlendorfer Ortsteil Wannsee mit der brandenburgischen Landeshauptstadt Potsdam sowie die Ortsteile Steinstücken und Albrechts Teerofen. Sie ist die erste Brücke über den Kanal auf Berliner Gebiet von Westen kommend. Über die Brücke führt die Neue Kreisstraße. Der heutige Bau wurde 1976 errichtet. | 52° 24′ 0″ N, 13° 8′ 32″ O   |
| 4      | 03,56 | S-Bahn-Brücke | (S-Bahn-Brücke) Berlin-Wannsee                                                    | Die namenlose Brücke führt den Vorortverkehr der Wannseebahn (S-Bahn, derzeit Linie S7) bei Kohlhasenbrück über den Kanal. | 52° 24′ 0″ N, 13° 8′ 33″ O   |
| 5      | 03,64 | Brücke der Wetzlarer Bahn | (Fernbahnbrücke) Berlin-Wannsee                                                   | Die namenlose Brücke führt den Fernverkehr (Regional-Express und Güterzüge) der Wetzlarer Bahn (Kanonenbahn) bei Kohlhasenbrück über den Kanal. | 52° 23′ 58″ N, 13° 8′ 37″ O  |
| 6      | 03,78 | Nathanbrücke | Nathanbrücke Berlin-Wannsee                                                       | Die Nathanbrücke führt den Königsweg über den Kanal und verbindet den Forst Düppel mit der Siedlung Kohlhasenbrück. Früher hieß die Brücke Königswegbrücke. Den aktuellen Namen trägt sie nach Louis Nathan, Mitglied der Baukommission des Teltowkanals und Abgeordneter des Landkreises Teltow. | 52° 23′ 56″ N, 13° 8′ 42″ O  |
| X      |       | Stammbahnbrücke 1906 | Eisenbahnbrücke Berlin-Wannsee                                                    | Die ehemals vorhandene Eisenbahnbrücke führte die Stammbahn über den Kanal. Von der ersten preußischen Eisenbahnstrecke ist ein hoher Bahndamm erhalten geblieben. In einer Brücke von 1929, welche die Machnower Straße durch den Bahndamm führt, wurde ein Jahresstein der ersten Brücke über die Bäke eingesetzt. | 52° 23′ 52″ N, 13° 8′ 50″ O  |
| X      |       | Kremnitzbrücke 1906 | Kremnitzbrücke Berlin-Wannsee / Kleinmachnow                                      | Die Kremnitzbrücke verband Albrechts Teerofen mit dem Teerofenweg Richtung Wannsee und dem Stolper Weg Richtung Dreilinden. Nach ihrer Sprengung 1945 wurde sie 1948 provisorisch als Fußgängerbrücke wiederhergestellt. Die letzten Rudimente des Provisoriums wurden 1981 im Zuge der Ausbaumaßnahmen zur Wiedereröffnung des Kanals beseitigt. Benannt war sie wie das heute noch bestehende Kremnitzufer nach dem Unternehmer und leitenden Mitarbeiter der Kanal-Baukommission Ernst Kremnitz (1859–1908). | 52° 23′ 48″ N, 13° 9′ 37″ O  |
| 7      | 05,45 | ehemalige Autobahnbrücke Dreilinden | (Autobahnbrücke) Berlin-Wannsee / Kleinmachnow                                    | Die namenlose ehemalige Autobahnbrücke, manchmal nicht offiziell „Autobahnbrücke am alten Kontrollpunkt“ genannt, liegt zwischen Albrechts Teerofen und Dreilinden. Der Autobahn-Zubringer der Reichsautobahn 51 von der AVUS zum Berliner Ring und die Brücke wurden 1940 eingeweiht. Als verantwortlicher Bauleiter war Ingenieur Zühlke aus Niesky tätig. Die Autobahn wird jetzt als A 115 bezeichnet. Sie führte früher kurz hinter dem Zehlendorfer Kleeblatt durch den Forst Dreilinden und die Parforceheide. Das Brückenbauwerk steht als Dokument der deutschen Teilung auf der Liste der Baudenkmale in Kleinmachnow im Land Brandenburg und wird als Fuß- und Radweg genutzt. Auf Berliner Seite gibt es wegen der Nutzung jedoch Bedenken, da die Brücke als Verkehrsweg längst entwidmet ist. Das Betreten erfolgt auf eigene Gefahr. Die Landesgrenze zwischen Berlin und Brandenburg befindet sich genau in der Mitte der Brücke. | 52° 23′ 50″ N, 13° 10′ 6″ O  |
| X      | 05,73 | Kolonnenwegbrücke | Brücke an der Grenzübergangsstelle Dreilinden Dreilinden/ Stahnsdorf              | An dieser Stelle etwa befand sich im Kanal die Sperranlage der ehemaligen innerdeutschen Grenze. Über diese Sperranlage führte eine Fußgängerbrücke den Kolonnenweg der DDR-Grenzsoldaten von der Kleinmachnower Seite auf die Stahnsdorfer Seite des Kanals. | 52° 23′ 53″ N, 13° 10′ 22″ O |
| 8      | 06,39 | Brücke der Friedhofsbahn | (Friedhofsbahnbrücke) Kleinmachnow/ Stahnsdorf                                    | Die namenlose Brücke führte die Friedhofsbahn über den Kanal zum nahgelegenen Südwestkirchhof Stahnsdorf. Sie wurde zusammen mit der Friedhofsbahn 1913/1914 errichtet. Ihr stählerner Überbau wies bei einer Stützweite von 62 m Fachwerkparallelträger mit vertikalem und eingeschaltetem Zwischenfachwerk auf. Der Überbau der seit Jahren funktionslosen Brücke wurde im November 2018 mit Hilfe eines Schwimmkrans abgetragen, die Widerlager verblieben zunächst. | 52° 23′ 58″ N, 13° 10′ 54″ O |
| 9      | 06,52 | Autobahnbrücke der A 115 Bauarbeiten an der Brücke. Im Hintergrund noch das alte Bauwerk                                                                            | (Autobahnbrücken) A 115 Dreilinden/ Stahnsdorf                                    | Die namenlosen Brücken führen die A 115 zwischen Dreilinden und Stahnsdorf über den Kanal. Sie lösten die westlich am Kilometer 05,45 bei Albrechts Teerofen gelegene und noch vorhandene alte Autobahnbrücke ab. Die heutige 80 m lange Stabbogenbrücke ersetzte im Zuge des Ausbaus der A 115 in den 1990er Jahren einen Vorgängerbau. | 52° 23′ 58″ N, 13° 11′ 3″ O  |
| 10     | 08,30 | neue Schleusenbrücke im Jahr 2004 Feierliche Eröffnung für den Straßenverkehr am 20. Mai 2005                                                                       | Schleusenbrücke Schleuse Kleinmachnow Kleinmachnow                                | Die Straßenbrücke am Unterhaupt der denkmalgeschützten Schleuse Kleinmachnow führt den Stahnsdorfer Damm über den Kanal und verbindet Kleinmachnow mit Stahnsdorf. Die 1904 errichtete historische Brücke hatte eine Länge von 77 m und eine Breite von 10 m, davon 6 m für die Fahrbahn und je 2 m für beidseitige Fußwege. Eine Aussichtsgalerie sollte laut Christian Havestadt vom bauausführenden Ingenieurbüro Havestadt & Contag „dem Publikum die Einzelheiten des Schleusenbetriebes sichtbar […] machen“. Aufgrund der Beschädigungen durch ein Tankschiff und Ermüdungserscheinungen an den Widerlagern wurde die Brücke 1994 für den Fahrzeugverkehr gesperrt und blieb nur noch für Fußgänger und Radfahrer passierbar. Im Zuge der geplanten Verlängerung der nördlichen Schleuse wurde für 6,7 Millionen Euro eine neue Balkenbrücke errichtet und am 20. Mai 2005 für den Straßenverkehr freigegeben. Die Länge der neuen Brücke beträgt 84,41 m, ihre Durchfahrtshöhe 5,25 m. Die Straßengradiente am Nordwiderlager wurde um rund 1,20 m, die Gradiente am Südwiderlager um rund 1,50 m angehoben. | 52° 23′ 45″ N, 13° 12′ 29″ O |
| 10a    | 08,32 | nicht sanierte Fußgängerbrücke, inzwischen abgetragen. | Schleusenbrücke (Fußgängerbrücke) Schleusengruppe Kleinmachnow Kleinmachnow       | Die nichtöffentliche Fußgängerbrücke verlief unmittelbar über die Unterhäupter der drei Schleusen und durch das historische Schleusenbauwerk. Das Teilstück über die große Schleusenkammer wurde inzwischen abgetragen. | 52° 23′ 46″ N, 13° 12′ 30″ O |
| 11     | 09,64 | Blick auf die fünf Meter breite Fußgängerbrücke, ca. 1992 Friedensbrücke 2009 Geländerteil der historischen Badewitzbrücke. Im Hintergrund der Machnower See.       | Friedensbrücke (Badewitzbrücke) Kleinmachnow                                      | Die Brücke führt kurz vor dem Machnower See den Zehlendorfer Damm über den Kanal. Bei ihrer Fertigstellung „Badewitzbrücke“ genannt, wurde sie 1904–1906 beim Kanalbau als Treidelbahnbrücke mit einem Gleis errichtet, die auch eine Fahrbahn und einen Fußweg besaß. Sie diente unter anderem der Überquerung des Kanals durch Treidellokomotiven, da sich in der Nähe der Brücke einer der Lokschuppen für die Wartung der elektrischen Zugmaschinen befand. Ende April 1945 sprengten zurückweichende deutsche Soldaten die Badewitzbrücke. Über den Resten der nur teilweise eingestürzten Brücke errichteten Spezialisten nach Kriegsende eine Holzkonstruktion für Fußgänger, die 1950 durch eine stabilere Notbrücke östlich des bisherigen Bauwerks ersetzt wurde. Die Notbrücke hatte einen Mittelpfeiler im Kanalbett und bekam auf Beschluss der Kleinmachnower Gemeindevertreter den Namen „Friedensbrücke“. In Vorbereitung der Wiedereröffnung des Kanals 1981 wurde 1977 auf den Widerlagern der alten Badewitzbrücke eine neue stählerne fünf Meter breite Fußgängerbrücke gebaut. 1994 erfolgte der Bau einer neuen Balkenbrücke, die mit einer Tragfähigkeit von 60 Tonnen wieder für den Straßenverkehr zugelassen ist. Die Badewitzbrücke trug ihren Namen nach dem Juristen Gottfried von Badewitz (1866–1944), einem stellvertretenden Landrat im damaligen Kreis Teltow, der sich mit den Geländekäufen, den Finanzen und den Rechtsvorschriften beim Bau des Teltowkanals befasst hatte. Bestrebungen im Jahr 2006, das Bauwerk in Badewitzbrücke rückzubenennen, scheiterten. | 52° 23′ 54″ N, 13° 13′ 40″ O |
| 12     | 10,52 | Rammrathbrücke 1906 Ersatzbau aus dem Jahr 1977, Zustand 2009 Neue Brücke 2021                                                                                      | Rammrathbrücke Teltow                                                             | Die Rammrathbrücke führt den Straßenzug Thomas-Müntzer-Damm/Warthestraße (L 77) über den Kanal und verbindet Teltow mit Kleinmachnow. | 52° 24′ 4″ N, 13° 14′ 22″ O  |
| 13     | 11,20 | Rohrleitungsbrücke 2009 | (Rohrbrücke) Kleinmachnow/ Teltow                                                 | Die stählerne Rohrleitung führt am Wohnstift Augustinum Kleinmachnow, das 1997 westlich neben der ehemaligen Teltow-Werft eröffnet wurde, zum Teltower Industriegebiet am Südufer. | 52° 24′ 16″ N, 13° 14′ 55″ O |
| X      | 11,40 | Teltow-Werft mit Teltow-Werft-Brücke (rechts) und Treidelbrücke über der Einfahrt zum Bauhafen (links) Verbliebener Brückenstumpf mit Schienen der Treidelbahn 2009 | Teltow-Werft-Brücke Berlin-Zehlendorf                                             | Die Teltow-Werft-Brücke war eine Treidelbahnbrücke. Sie führte die Treidelbahnen über den Kanal, die vom Teltower Südufer zur Wartung in den 1906 beim Kanalbau angelegten Bauhof am Nordufer fuhren. Aus dem Bauhof und dem angegliederten Bauhafen ging die namengebende Teltow-Werft hervor. Die Brücke wurde auch von Fußgängern und Radfahrern genutzt. In den letzten Tagen des Zweiten Weltkriegs wurde sie, wie nahezu alle Brücken über den Kanal und die Betriebseinrichtungen der Treidelbahn, zerstört. In der Zeit der deutschen Teilung wurde wenige Meter westlich der früheren Brücke eine Behelfsbrücke für den ehemaligen Kolonnenweg der Grenztruppen der DDR gebaut, die Anfang der 1990er Jahre abgerissen wurde. Seit 2002 gibt es eine Interessenvertretung zum Wiederaufbau der Teltow-Werft-Brücke zur besseren Vernetzung des Umlandes und des angrenzenden Grünzugs Buschgraben. Im Zuge der Errichtung des Teltower Hafens (Marina) ist der Wiederaufbau der Teltow-Werft-Brücke von der Stadtverordnetenversammlung der Stadt Teltow beschlossen worden. Finanziert wird das Projekt aus Mitteln des Europäischen Fonds für regionale Entwicklung (EFRE) in Brandenburg 2014–2020. Die neue Teltow-Werft-Brücke bleibt dem Fußgänger- und Radfahrerverkehr vorbehalten. Zudem befand sich über der Einfahrt zum Bauhafen der Teltow-Werft (52° 24′ 19,2″ N, 13° 14′ 59,7″ O) eine weitere Treidelbrücke. | 52° 24′ 21″ N, 13° 15′ 10″ O |
| 14     | 12,72 | Die während der deutschen Teilung gesperrte Brücke 1955 neue Knesebeckbrücke im Jahr 2009                                                                           | Knesebeckbrücke Berlin-Zehlendorf                                                 | Die Knesebeckbrücke, die den Teltower Damm von der Zehlendorfer Ortslage Schönow nach Teltow über den Kanal führt, wurde in der heutigen Form als einfeldrige Brücke 1990 errichtet. Der Teltowkanal bildet hier die Berliner Stadtgrenze zu Teltow im Bundesland Brandenburg. Die ursprüngliche Brücke von 1906 war eine Fachwerkbrücke mit parallelen Gurten und unten liegender Fahrbahn. Sie wurde nach der Grenzöffnung abgerissen und durch ein dauerhaftes Provisorium ersetzt. Benannt wurde die Brücke nach Leo Wilhelm Robert Karl von dem Knesebeck, der 1808 in Neuruppin geboren wurde und 1883 als Rittergutsbesitzer und Landrat starb. Knesebeck war zudem Mitglied der Kreis-Kanalkommission. Durch die Familie wurde 2007 Knesebeck zu Ehren eine Bronzetafel an der Brücke enthüllt. | 52° 24′ 15″ N, 13° 16′ 8″ O  |
| X      | 13,16 | Widerlager der ehemaligen Brücke am Kanalnordufer 2009. Die Kirchturmspitze im Hintergrund gehört zur Teltower Stadtkirche St. Andreas.                             | Fritz-Schweitzer-Brücke Berlin-Lichterfelde                                       | Die Fritz-Schweitzer-Brücke, manchmal auch Wupperbrücke genannt, führte bis zu ihrer Sprengung durch die deutsche Wehrmacht am Ende des Zweiten Weltkrieges die Wupperstraße von Schönow nach Teltow. Auf beiden Seiten des Kanals sind Pfeiler- und Widerlagerreste aus roten Ziegelsteinen erhalten geblieben. Nach dem Scheitern eines ersten Angriffs im Bereich Lichterfelde gelang der 1. Ukrainischen Front unter Marschall Konew am 24. April 1945 an der Fritz-Schweitzer-Brücke der erste Brückenschlag über den Kanal; mittags erreichten die sowjetischen Panzer Zehlendorf-Süd. Ihren Namen trug die Brücke nach dem Zehlendorfer Gemeindevorstand Fritz Schweitzer, Mitglied der Kreis-Kanalkommission. | 52° 24′ 18″ N, 13° 16′ 31″ O |
| 15     | 15,67 | Brücke im Jahr 2009 | Eugen-Kleine-Brücke Berlin-Lichterfelde                                           | Die Einfeldträgerbrücke aus dem Jahr 1955 führt die Wismarer Straße über den Kanal. Ihre Stahlbetonfahrbahnplatte ruht auf dem Oberflansch von sechs stählernen Vollwandträgern, die auf der Ebene der Untergurte durch eine genietete fachwerkartige horizontale Aussteifung an den Unterflanschen befestigt sind. Benannt wurde die Brücke nach dem Unternehmer und Bergrat Eugen Kleine (* 7. Juli 1867; † 31. Juli 1928), der auf dem Ostenfriedhof Dortmund bestattet wurde. Die Brücke war zeitweise Endpunkt der ehemaligen, 1925 in Betrieb genommenen Linie 71 der Straßenbahn (Weißensee, Rennbahnstraße – Lichterfelde-Süd, Eugen-Kleine-Brücke). An der Brücke steht ein Gedenkstein mit einer Gedenktafel zur Erinnerung an die Gefangenen des Außenlagers Lichterfelde des KZ Sachsenhausen, das sich an der Wismarer Straße befand. | 52° 25′ 11″ N, 13° 18′ 10″ O |
| 16     | 16,40 | Brücke im Jahr 2009 | (Rohrbrücke Heizkraftwerk Lichterfelde) Berlin-Lichterfelde                       | Namenlose Versorgungsbrücke des Heizkraftwerks Lichterfelde. Sie ist als zweihüttige Schrägseilbrücke ausgeführt, bei der der Überbau an schräg von je zwei Pylonen gespannten Seilen aufgehängt ist. | 52° 25′ 32″ N, 13° 18′ 26″ O |
| 17     | 17,01 | Brücke im Jahr 2009 Treidellok und Bug der „Sanssouci“ an der Brücke                                                                                                | Emil-Schulz-Brücke Berlin-Lichterfelde                                            | Die Emil-Schulz-Brücke führt die Königsberger Straße über den Kanal. Gebaut wurde die heutige Brücke in den Jahren 1963–1965 als Balkenbrücke in Stahlverbundbauweise. Sie hat eine Gesamtlänge von rund 65,0 m und eine Breite zwischen den Geländern von 27,61 m. Das Brückentragwerk überspannt eine Stützweite von 47,0 m. Ende 2007 wurde eine Wirtschaftlichkeitsuntersuchung zur Frage „Instandsetzung oder Neubau“ der Brücke in Auftrag gegeben. Aus wirtschaftlicher und technischer Sicht entschieden sich die Behörden für die Instandsetzung des Brückenbauwerkes. An der Südseite der Brücke erinnern eine Treidellok in einem Glaspavillon und der Bug des 1932 gebauten Frachtkahns „Sanssouci“ an die 1945 endgültig beendete Treidelzeit des Kanals. Die Brücke trägt den Namen von Emil Schulz, Amts- und Gemeindevorsteher von Groß-Lichterfelde und Mitglied der Kreis-Kanalkommission. | 52° 25′ 50″ N, 13° 18′ 40″ O |
| 18     | 17,56 | Bäkebrücke | Bäkebrücke Berlin-Lichterfelde                                                    | Die Bäkebrücke, die die Bäkestraße über den Kanal führt, wurde am 14. April 1960 eröffnet. Sie ist eine genietete Stahlbrücke mit vier parallelgurtigen Fachwerkträgern. Die Stützweite beträgt 34,8 m und die Breite 13 m. Die Vorgängerbrücke wurde unter dem Namen Oskar-Lange-Brücke 1907 erbaut und im Zweiten Weltkrieg zerstört (benannt nach Oskar Lange [1851–1937], stellvertretender Amtsvorsteher der Gemeinde Lichterfelde und Berliner Stadtrat). Ihren Namen trägt die Brücke nach dem Bäkefließ, das bis auf zwei kleinere Reste im Teltowkanal aufgegangen ist. | 52° 26′ 4″ N, 13° 18′ 59″ O  |
| 19     | 17,93 | Krahmersteg | Krahmersteg Berlin-Lichterfelde                                                   | Der Krahmersteg, manchmal auch Kramersteg geschrieben, ist eine Fußgängerbrücke über den Kanal. Sie verbindet am Schlosspark Lichterfelde die beiden Teile der Krahmerstraße. Der 61,50 m lange und 8,44 m breite Steg wurde 1959 aus Spannbeton gebaut. Er besteht aus einem Einfeldträger mit Kragarm. Wie die Straße trägt der Steg den Namen der Pädagogin Adelheid Krahmer (1841–1929), 1872 Gründerin der Krahmerschen höheren Mädchenschule, seit 1951 Goethe-Oberschule. | 52° 26′ 14″ N, 13° 19′ 10″ O |
| 20     | 18,87 | Rohrbrücke im Jahr 2009 | (Rohrbrücke) Berlin-Lichterfelde                                                  | Unmittelbar am stillgelegten Hafen Steglitz führt eine Stahlkonstruktion als Rohrträger eine ehemalige Fernwärmeleitung über den Kanal. | 52° 26′ 39″ N, 13° 19′ 39″ O |
| 21     | 19,11 | Prinzregent-Ludwig-Brücke | Prinzregent-Ludwig-Brücke Berlin-Lankwitz                                         | Die Prinzregent-Ludwig-Brücke führt die Birkbuschstraße in Steglitz über den Kanal. Sie ist eine stählerne Balkenbrücke und als Ersatzneubau in der Zeit 1998/1999 entstanden. Benannt wurde sie nach dem Prinzregenten Ludwig. | 52° 26′ 42″ N, 13° 19′ 50″ O |
| X      | 19,31 | Widerlagerrest der ehemaligen Kirchnerbrücke am Nordufer | Kirchnerbrücke Berlin-Lankwitz                                                    | Die Kirchnerbrücke war eine Brücke, über die die Nicolaistraße zur Johanna-Stegen-Straße verlief. Sie wurde am Kriegsende 1945 gesprengt, auf den Resten hatten amerikanische Soldaten Mitte 1945 eine Behelfsbrücke hergerichtet. | 52° 26′ 43″ N, 13° 20′ 1″ O  |
| 22     | 19,56 | Hannemannbrücke 1906 Hannemannbrücke 1955/56 | Hannemannbrücke Berlin-Lankwitz                                                   | Die Hannemannbrücke führt den Straßenzug Stinde-/Leonorenstraße am Stadtpark Steglitz über den Kanal. Wiedererrichtet wurde sie in der heutigen Form 1955/1956 als stählerne Balkenbrücke. Die ursprüngliche Brücke (siehe Foto oben) war eine Fachwerkkonstruktion aus Stahl. Sie wurde im April 1945 zerstört. Das Bauwerk trägt den Namen Adolf Hannemanns (1851–1936), Kämmerer des Kreises Teltow und langjähriger Mitarbeiter Ernst von Stubenrauchs. | 52° 26′ 43″ N, 13° 20′ 14″ O |
| 23     | 19,73 | Siemensbrücke 2009 | Siemensbrücke Berlin-Lankwitz                                                     | Die Siemensbrücke ist eine stählerne Balkenbrücke. Erbaut wurde sie in dieser Form in den Jahren 1956/1957. Sie führt die Siemensstraße zwischen Steglitz und Lankwitz über den Kanal. | 52° 26′ 42″ N, 13° 20′ 24″ O |
| 24     | 20,18 | Edenkobener Steg | Edenkobener Steg Berlin-Lankwitz                                                  | Der Edenkobener Steg ist eine einfeldrige genietete Fachwerkkonstruktion und steht unter Denkmalschutz. Die Fußgängerbrücke verbindet die Albrechtstraße mit dem Edenkobener Weg und die Steglitzer Villenkolonie Südende mit Lankwitz. Eine früher etwa an dieser Stelle vorhandene Straßenbrücke mit dem Namen Karl-Lange-Brücke wurde im April 1945 zerstört. Der heutige Edenkobener Steg überbrückte früher die Hafeneinfahrt vom Teltowkanal in den Frachthafen Steglitz und war eine Leinpfadbrücke für die Treidelbahn. An den Hafenanlagen wurden Brücken über die Hafeneinfahrt gebaut, damit die Loks die Schiffe am Hafen vorbeiziehen konnten. Nach der Sprengung der Leinpfadbrücke im April 1945 blieb ihr Mittelstück erhalten und fand als Edenkobener Steg eine neue Verwendung. Den Namen trägt der Steg nach dem Luftkurort Edenkoben an der Deutschen Weinstraße. | 52° 26′ 40″ N, 13° 20′ 47″ O |
| 25     | 20,42 | Bahnbrücke 2009 | (S-Bahn-Brücke) Berlin-Lankwitz                                                   | Die Brücke führt die S-Bahn-Trasse der Anhalter Bahn (bedient durch Linien S25 und S26) über den Kanal. Während die nebenliegende Fernbahnbrücke (Nr. 25a) komplett neu gebaut wurde, nutzt die eingleisige Vorortbahn nach wie vor das – inzwischen sanierte – untenliegende Tragwerk der Fachwerkkonstruktion aus dem Jahr 1905. | 52° 26′ 38″ N, 13° 20′ 58″ O |
| 25a    | 20,43 | Bahnbrücke 2009 | (Fernbahnbrücke) Berlin-Lankwitz                                                  | Über die Brücke führt die Fernbahn der Anhalter Bahn. Die kriegszerstörte Brücke besteht heute aus einem kompletten Neubau im Stahlverbund, der erstmals auf einer zweigleisigen deutschen DB-Hauptstrecke als hybrides-VFT-Rahmenbauwerk errichtet wurde. „Der Überbau [ist] als vierstegiger offener Verbundquerschnitt mit einer Breite von 10,75 m und einer zu den Rahmenecken von 1,95 bis 2,95 m ansteigenden Konstruktionshöhe ausgeführt. Die Stützweite beträgt 42,6 m bei einer lichten Weite von 40 m und einem Kreuzungswinkel von 79 Gon. Die Brücke weist damit eine für Eisenbahnbrücken hohe Schlankheit von 22 auf. Die Ausbildung als Rahmen versteift den Überbau und lässt die hohen Bremskräfte bei Eisenbahnbrücken einfach abtragen.“ Der Fachwerkunterbau im Bild gehört zur nebenliegenden Brücke Nr. 25. | 52° 26′ 38″ N, 13° 20′ 59″ O |
| 26     | 20,47 | Brücke 2009 | Sieversbrücke Berlin-Lankwitz                                                     | Die Sieversbrücke ist eine Straßenbrücke in unmittelbarer Nähe des Hafens Lankwitz. Erbaut wurde sie 1955 als Balkenbrücke aus Beton. Die Bauform der Brücke wird auch als Voutenbrücke bezeichnet. Auf der Brücke treffen sich in Nord-Süd-Richtung die Attilastraße mit der aus Lankwitz kommenden Kaiser-Wilhelm-Straße. Sie trägt den Namen des Regierungs- und Baurats Hermann Sievers (1854–1930), leitender Direktor der Teltowkanal-Gesellschaft. Seit Juli 2013 wurde die Brücke einer Grundsanierung unterworfen, die etwa zwei Jahre dauern sollte. Die Freigabe erfolgte aber erst im Oktober 2017. | 52° 26′ 35″ N, 13° 21′ 14″ O |
| 27     | 21,40 | Brücke im Jahr 2009 | (S-Bahn-Brücke) Berlin-Tempelhof                                                  | Brücke der Dresdener Bahn kurz vor dem Hafen Mariendorf. Die Brücke liegt zwischen den S-Bahnhöfen Attilastraße und Marienfelde und wurde 1906 fertiggestellt. Nach der Sprengung der Brücke im Mai 1945 wurde eine eingleisige Holzkonstruktion als Notbrücke angelegt, die 1947 abbrannte. 1949 erfolgte die Erneuerung des östlichsten und 1954 des mittleren Überbaus. Zwischen 1988 und 1990 erfolgte eine weitere Erneuerung im Baustil der alten stählernen Fachwerkbrücke. Die Spannweite der Überbauten beträgt 42 m. | 52° 26′ 40″ N, 13° 21′ 46″ O |
| 27a    | 21,41 | Neue Bahnbrücke über den Teltowkanal | (Fernbahnbrücke) Berlin-Tempelhof                                                 | Neue Fernbahnbrücke der Dresdener Bahn. Die Brücke wurde nördlich des Kanals montiert und am 7. September 2023 eingeschoben. | 52° 26′ 40″ N, 13° 21′ 47″ O |
| 28     | 21,44 | Brücke im Jahr 2009 | Lankwitz-Mariendorfer Fußgängerbrücke Berlin-Tempelhof                            | Die Fuß- und Radfahrbrücke überquert den Kanal zwischen der Dresdener Bahnbrücke und dem ehemaligen Entladehafen der Berliner GASAG am Südufer des Kanals. Sie führt einen Weg über die Wasserstraße, der vom S-Bahnhof Attilastraße parallel zum Bahndamm durch Kleingartenkolonien bis zur Lankwitzer Straße verläuft. Die Stahlträger der Bogenbrücke sind mit der Inschrift „Königshütte“ gekennzeichnet. Die Brücke wurde 1905–1906 errichtet und steht als Baudenkmal unter Denkmalschutz. | 52° 26′ 41″ N, 13° 21′ 48″ O |
| 29     | 21,70 | Teubertbrücke | Teubertbrücke Berlin-Tempelhof                                                    | Die Teubertbrücke ist eine stählerne Fachwerkbrücke mit obenliegender Fahrbahn und steht unter Denkmalschutz. Sie überquert den Kanal in unmittelbarer Nähe des ehemaligen Kohlehafens der Berliner GASAG in Mariendorf und dient zur Überführung der Ringstraße. Die Brücke wurde 1904–1905 errichtet und am Ende des Zweiten Weltkriegs gesprengt. Sie konnte nach Kriegsende aber gehoben und bis 1948 wiederhergestellt werden. Benannt wurde die Brücke nach Oskar Teubert, der als Stromdirektor der märkischen Wasserstraßen mehrere Bücher über Binnenschifffahrt und Wasserstraßen verfasste und den Namen für das Oskar-Teubert-Schiff gab. | 52° 26′ 46″ N, 13° 21′ 57″ O |
| 30     | 22,04 | Brücke im Jahr 2009 | Techowbrücke Berlin-Tempelhof                                                     | Die Techowbrücke ist eine Balkenbrücke aus Stahl. Erbaut wurde sie in dieser Form in den Jahren 1955/1956. Sie führt die Gersdorfstraße über den Kanal. Benannt wurde die Brücke nach dem Landesbaurat Otto Techow, Mitglied in der Baukommission des Kanals. | 52° 26′ 54″ N, 13° 22′ 11″ O |
| 31     | 22,76 | Germelmannbrücke | Germelmannbrücke Berlin-Tempelhof                                                 | Die Germelmannbrücke ist eine Straßenbrücke. Gebaut wurde sie 1989–1991 als stählerne Bogenbrücke mit vierbogigem Überbau und aufgeständertem Hohlkastensystem und orthotroper Platte. Die Bögen liegen unter der Fahrbahn. Ihre Spannweite beträgt 42 m und ihre Gesamtlänge 52 m. Sie ist 19,5 m breit. Auf der Brücke treffen sich aus Berlin-Mariendorf kommend die Rathausstraße mit der Alarichstraße nördlich des Kanals in Tempelhof. | 52° 27′ 8″ N, 13° 22′ 41″ O  |
| 32     | 23,21 | Stubenrauchbrücke Schacht der U-Bahn-Linie U6 unter der östlichen Fahrbahn                                                                                          | Stubenrauchbrücke Berlin-Tempelhof                                                | Die Tempelhofer Stubenrauchbrücke ist eine Balkenbrücke aus Spannbeton und überquert den Kanal am Hafen Tempelhof und am Ullsteinhaus. Der nördliche Teil der Straßenbrücke gehört zum Tempelhofer Damm, der südliche zum Mariendorfer Damm. Die im Zweiten Weltkrieg zerstörte Brücke wurde 1950 wiederaufgebaut. Die heutige Ausführung stammt aus den Jahren 1961/1964. Die Fahrbahnen des 35 m breiten Bauwerks sind geteilt. Unter dem hafenseitigen, östlichen Brückenteil – einer Doppelstockbrücke – befindet sich ein Schacht der U-Bahn-Linie U6 zur Überquerung des Kanals. Zudem ist in die Brücke ein Teil des U-Bahnhofs Ullsteinstraße integriert. Wegen des tiefliegenden U-Bahn-Schachts soll dieser Brückenteil im Zuge des Verkehrsprojekts Deutsche Einheit 17 angehoben werden. Die Brücke trägt den Namen von Ernst von Stubenrauch, Teltower Landrat und Initiator des Teltowkanals. In Berlin-Oberschöneweide über der Spree gibt es eine zweite nach dem Landrat benannte Stubenrauchbrücke. | 52° 27′ 13″ N, 13° 23′ 4″ O  |
| 33     | 23,68 | Lorenzsteg 2007 | (Werkbrücke) Berlin-Tempelhof                                                     | Die namenlose Brücke, inoffiziell Werkbrücke genannt, verbindet östlich des Hafens Tempelhof beidseitig des Kanals gelegene ehemalige Anlagen der Fa. C. Lorenz, bzw. deren Nachfolgerin Standard Elektrik Lorenz (SEL). Sie diente hauptsächlich dem innerbetrieblichen Warentransport und Verkehr. Seit einigen Jahren trennt ein Tor am nördlichen Ende die inzwischen verschiedenen Eigentümern gehörenden Geländeteile. Die stählerne, um 1920 gebaute Balkenbrücke in der Bauform einer Voutenbrücke liegt 11,50 m über dem Kanal und verfügt über zwei Fahrspuren. Die Werkbrücke, gelegentlich auch als Lorenzsteg bezeichnet, wurde wie fast alle Teltowkanal-Brücken vor dem Kriegsende 1945 von der Wehrmacht gesprengt. Die Wiedererrichtung erfolgte um 1950. | 52° 27′ 19″ N, 13° 23′ 26″ O |
| 34     | 23,96 | Colditzbrücke | Colditzbrücke Berlin-Tempelhof                                                    | Die Colditzbrücke ist eine Straßenbrücke aus Beton. Über die Brücke führt die Colditzstraße, die ihr auch den Namen gab. Die Straße wurde nach der Stadt Colditz in Sachsen benannt. Sie wurde nach Zerstörung der 1905 an dieser Stelle errichteten Achenbachbrücke Ende der 1950er Jahre errichtet. Am 20. Oktober 1958 wurde die 12,66 m breite und 80 m lange Brücke (49 m Spannweite) eröffnet. Die Baukosten betrugen 520.000 Mark. | 52° 27′ 23″ N, 13° 23′ 40″ O |
| 35     | 24,38 | Komturbrücke | Komturbrücke Berlin-Tempelhof                                                     | Die Komturbrücke ist eine Straßenbrücke. Sie wurde 1976 als Balkenbrücke aus Stahl mit Hohlkästen und orthotroper Platte erbaut. Auf der Brücke treffen sich von Süden kommend die Schätzelbergstraße mit der von Norden kommenden Komturstraße. Als Komtur wurde bei den geistlichen Ritterorden der Obere einer Komturei bezeichnet. Die Brücke bildet eine wichtige Verbindung zwischen den Industriestandorten am Kanal in Berlin-Tempelhof. | 52° 27′ 27″ N, 13° 24′ 0″ O  |
| 36     | 25,18 | Gottlieb-Dunkel-Brücke | Gottlieb-Dunkel-Brücke Berlin-Tempelhof                                           | Die Gottlieb-Dunkel-Brücke aus dem Jahr 1980 führt die A 100 (ehemals: A 102, Abzweig zur Gradestraße vom Autobahnkreuz Tempelhof) in mehreren Armen über den Kanal. Unterhalb der hoch erbauten und langgestreckten Autobahnbrücke quert die Brücke der Neukölln-Mittenwalder Eisenbahn (NME) den Kanal. Das Bauwerk trägt den Namen des Tempelhofer Gutsbesitzers und Kommunalpolitikers Gottlieb Dunkel (1839–1907), der von 1874 bis 1887 ehrenamtlicher Gemeindevorsteher der Landgemeinde Tempelhof war (siehe auch Nr. 38). | 52° 27′ 30″ N, 13° 24′ 42″ O |
| 37     | 25,21 | NME-Eisenbahnbrücke mit Namensschild und Graffiti NME-Eisenbahnbrücke und A 102-Autobahnbrücken                                                                     | NME-Eisenbahnbrücke Berlin-Tempelhof                                              | Die NME-Eisenbahnbrücke führt unterhalb der Gottlieb-Dunkel-Brücke über den Kanal. Die „Rixdorf-Mittenwalder Eisenbahn AG“, die nach der Umbenennung von Rixdorf in Neukölln als „Neukölln-Mittenwalder Eisenbahn (NME)“ firmiert, baute 1899/1900 eine 27 km lange Strecke von Mittenwalde über Brusendorf, Groß Kienitz, Selchow, Schönefeld, Rudow, Buckow und Britz zum Bahnhof Hermannstraße. Am 28. September 1900 um 6:18 Uhr machte sich der erste Zug von Mittenwalde nach Rixdorf auf die Strecke. Am 22. April 1945 wurde die NME-Brücke von der Wehrmacht gesprengt. Die sowjetische Kommandantur sorgte dafür, dass am 17. Mai 1945 der Personen- und Güterverkehr zwischen Neukölln und Mittenwalde wieder aufgenommen werden konnte. | 52° 27′ 30″ N, 13° 24′ 43″ O |
| 38     | 25,23 | Siehe vorstehendes Bild zu Nr. 37 | (Autobahnbrücke) A 102 Berlin-Tempelhof                                           | Teil der Gottlieb-Dunkel-Brücke (Nr. 36). Dieser Brückenarm der Anschlussstelle Gradestraße (A102) führt östlich der NME-Eisenbahnbrücke über den Kanal, während der Arm der Nr. 36 den Kanal westlich der NME-Brücke überspannt. | 52° 27′ 30″ N, 13° 24′ 44″ O |
| 39     | 25,31 | Rixdorf-Mariendorfer Wegebrücke 1906 | Mussehlbrücke Berlin-Tempelhof                                                    | Die Mussehlbrücke überquert nacheinander den Teltowkanal und die Bahntrasse der Neukölln-Mittenwalder Eisenbahn (NME). Über die Mussehlbrücke führt die Gottlieb-Dunkel-Straße. Hoch über der Mussehlbrücke verläuft die A 100 mit der Anschlussstelle Gradestraße und der Gottlieb-Dunkel-Brücke. Die erste Brücke entstand 1905 als Stahlfachwerkbrücke unter dem Namen Rixdorf-Mariendorfer Wegebrücke (siehe Bild). 1947 wurde die kriegszerstörte Brücke gehoben. Die heutige Balkenbrücke wurde zwischen 1967 und 1970 gebaut. Benannt wurde sie nach Friedrich Mussehl (* 23. November 1855; † 24. Dezember 1912), Amts- und Gemeindevorsteher von Tempelhof und Mitglied der Kreis-Kanalkommission. | 52° 27′ 29″ N, 13° 24′ 49″ O |
| 40     | 26,26 | Wilhelm-Borgmann-Brücke | Wilhelm-Borgmann-Brücke Berlin-Britz                                              | Die Wilhelm-Borgmann-Brücke ist eine Straßenbrücke und führt den Tempelhofer Weg über den Kanal zwischen dem Treseburger Ufer und dem Braunschweiger Ufer. Eine erste Brücke wurde im Zuge des Teltowkanalbaus 1905 dort errichtet. Die stählerne Balkenbrücke entstand 1952/1953. Benannt wurde sie nach Wilhelm Borgmann (* 16. September 1866; † 13. Januar 1927), Justizrat des Kreises Teltow, Bürgermeister von Köpenick und Mitglied der Kreis-Kanalkommission. | 52° 27′ 23″ N, 13° 25′ 38″ O |
| 41     | 26,90 | Chausseestraßenbrücke Britz 1906 oder früher | Britzer Brücke Berlin-Britz                                                       | Die Straßenbrücke führt den Britzer Damm (bis 1950: Chausseestraße ) über den Kanal. Seit ihrem Neubau 1955/56 als stählerne Balkenbrücke trägt sie den Namen Britzer Brücke. Die Vorgängerbrücke von 1906 hieß zuerst Chausseestraßenbrücke Britz und später nach dem Staatsmann Moltke Friedrich-von-Moltke-Brücke. Sie war die einzige der historischen Teltowkanal-Brücken, die als Massivbrücke in Beton errichtet wurde; alle anderen Brücken hatten einen eisernen Überbau. Sie wurde im April 1945 bei Rückzugsgefechten von der deutschen Wehrmacht gesprengt, wobei acht junge Flakhelfer ihr Leben verloren. | 52° 27′ 29″ N, 13° 26′ 10″ O |
| 42     | 27,26 | Rungiusbrücke | Rungiusbrücke Berlin-Britz                                                        | Die Rungiusbrücke ist eine Straßenbrücke. Erbaut wurde sie als Fachwerkbrücke aus Stahl mit obenliegender Fahrbahn. Benannt wurde die Brücke nach Heinrich Rungius (* 27. September 1833 in Luckenwalde; † 11. Mai 1922 in Berlin), einem evangelischen Theologen und Pfarrer in Rixdorf. | 52° 27′ 31″ N, 13° 26′ 29″ O |
| 43     | 27,67 | Brücke im Jahr 2009 Blick zum Hafen Britz Ost | Buschkrugbrücke Berlin-Britz                                                      | Die Buschkrugbrücke ist eine Straßenbrücke. Sie wurde als Balkenbrücke aus Beton errichtet. Die Brücke über den Kanal hieß bis 1950 Schulenburgbrücke und trug den Namen nach dem Politiker Rudolf Wilhelm Graf von der Schulenburg auf Ramstedt. Am 24. April 1945 sprengten Angehörige der SS das erste Brückenbauwerk. Nach dem Krieg entstand eine Behelfsbrücke. 1950/51 wurde sie in einfacher Bauweise wieder errichtet. Die Brücke erhielt am 14. Februar 1950 einen neuen Namen, weil es auch in Spandau über die Havel eine Schulenburgbrücke gibt. Ihr neuer Name Buschkrugbrücke stammt von einem historischen Gasthof, der bereits 1375 erwähnt wurde. Auf einer Karte von 1786 ist er an der Kreuzung des damaligen Britzer Dammes (später Grenzallee und Buschkrugallee), eingezeichnet. Ihr aktuelles Aussehen erhielt die Brücke nach umfangreichen Umbauten zwischen 1959 und 1963, als die Linie U7 der Berliner U-Bahn nach Berlin-Rudow unter dem Kanal hindurch, genau unter der Brücke gebaut wurde. Bis 1964 fuhr eine Straßenbahn über die Brücke. | 52° 27′ 33″ N, 13° 26′ 51″ O |
| 44a    | 28,80 | Brücke im Jahr 2009 | Neue Späthbrücke Berlin-Britz                                                     | Die Neue Späthbrücke führt die Späthstraße zwischen Britz und Baumschulenweg (Späthsfelde) über den Kanal. Die stählerne Stabbogenbrücke mit eingehängter Brückentafel wurde 2002 gebaut. Die Stützweite beträgt rund 57 m. Die Brücke erhielt den Namen „Neue Späthbrücke“ zur Unterscheidung von der 1906 gebauten Späthstraßenbrücke. Um die Späthstraße an die neue und parallel zum Kanal geführte A 113 anzuschließen, wurde die Späthstraße zwischen der Haarlemer Straße und dem Königsheideweg um rund 700 m nach Norden verlegt. Unmittelbar nordöstlich folgend führt die „Anna-Nemitz-Brücke“ über die Autobahn. Die historische Späthstraßenbrücke bleibt ohne verkehrliche Nutzung als denkmalgeschütztes Bauwerk erhalten (siehe, auch zur Namensgebung, nächsten Eintrag). | 52° 27′ 15″ N, 13° 27′ 37″ O |
| 44     | 29,24 | Brücke im Jahr 2009 | Späthstraßenbrücke Berlin-Britz                                                   | Die historische Späthstraßenbrücke wurde mit dem Bau des Teltowkanals als genietete Fachwerkbrücke aus Stahl errichtet und 1906 eröffnet. Ihre Spannweite beträgt 36,96 m. Die 48,56 m lange Brücke ist die einzige Teltowkanalbrücke, die 1945 von der deutschen Wehrmacht nicht gesprengt wurde und damit die einzige weitgehend im Ursprungszustand erhaltene Brücke über die Wasserstraße. Die denkmalgeschützte Brücke führte die alte Späthstraße (heute: „Neue Späthstraße“) über den Kanal und verband die nach der Teilung Berlins getrennten Ortsteile Britz und Baumschulenweg. Nach der Teilung der Stadt wurde die Verbindung unterbrochen und die Fahrbahnplatte demontiert. 1992 wurde sie wieder instand gesetzt. Mit dem Bau der A 113 wurde sie funktionslos und 2002 durch die „Neue Späthbrücke“ ersetzt (siehe Voreintrag). Die Brücke ist heute durch Stacheldraht abgesperrt, also auch nicht für Fußgänger passierbar. Von Westen führt die „Neue Späthstraße“ bis zu dem Bauwerk, auf der Ostseite fehlt jede Anbindung. Die Brücken wurden benannt nach Franz Ludwig Späth, der dem Ortsteil Baumschulenweg mit dem Bau der ersten Pflasterstraßen, der Haltestelle der Görlitzer-Bahn (1891), dem Anschluss zur Ringbahn nach Neukölln und der Ansiedlung der Späthschen Baumschule entscheidende Entwicklungsimpulse gab. | 52° 27′ 4″ N, 13° 27′ 45″ O  |
| 45     | 30,68 | Brücke im Jahr 2009 | Ernst-Keller-Brücke Berlin-Britz                                                  | Die Ernst-Keller-Brücke führt die Johannisthaler Chaussee zwischen Britz und Baumschulenweg (Späthsfelde) über den Kanal. Die stählerne Stabbogenbrücke mit eingehängter Brückentafel wurde 2004 gebaut. Sie ersetzte eine 1993 für 2,7 Millionen DM errichtete Balkenbrücke mit Stahlüberbau und orthroper Platte. Der Ersatz nach nur elf Jahren war notwendig aufgrund des Neubaus der parallel zum Kanal geführten A 113 und der Anschlussstelle Johannisthaler Chaussee direkt an der Brücke. Unmittelbar nordöstlich anschließend führt die „Fanny-Zobel-Brücke“ über die Bundesautobahn. Der historische Vorgängerbau war eine genietete Stahl-Fachwerkbrücke, eingeweiht am 22. Oktober 1904 und gewidmet dem Gutsverwalter und ‑besitzer Ernst Keller, Ritterschaftsrat in Großziethen und Kreisdeputierter im Kreise Teltow. | 52° 26′ 33″ N, 13° 28′ 42″ O |
| 46     | 32,34 | Massantebrücke 1906 Massantebrücke 2024 | Massantebrücke Berlin-Johannisthal/ Berlin-Rudow                                  | Die Massantebrücke ist eine im Jahr 2003 an alter Stelle neu gebaute Straßenbrücke am Hafen Rudow-West. Sie ist eine stählerne Stabbogenbrücke mit eingehängter Brückentafel und führt die Stubenrauchstraße zwischen Rudow und Johannisthal über den Kanal. Unmittelbar östlich anschließend überquert die Stubenrauchstraße mit der Herman-Gladenbeck-Brücke die A 113. Friedrich Karl Massante, Gemeindevorsteher von Rudow und Mitglied der Kreis-Kanalkommission, ist der Namensgeber der Brücke. | 52° 26′ 0″ N, 13° 29′ 51″ O  |
| 47     | 34,10 | Die Brücke im Jahr 2009 Fußgänger- und Radfahrweg | (Autobahnbrücke) A 113 Berlin-Rudow/ Berlin-Adlershof                             | Die namenlose Brücke führt die A113 über die Wasserstraße. Die Bundesautobahn verläuft zuvor parallel zum Kanal nach Südosten und schwenkt auf der Brücke nach Süden in Richtung Schönefeld ab. Die zwischen 2002 und 2004 erbaute Balkenbrücke ist als zweifeldrige Trogbrücke in Stahlverbundbauweise ausgeführt. Die Balken bestehen aus Stahl, die Fahrbahnplatte aus Stahlbeton. Die Gesamtlänge beträgt 149,30 m, die Überbaubreite 31,70 m, die Brückenfläche 5240 m² und die Feldweiten liegen zwischen 66,50 und 82,80 m. Auf der Höhe der Trogunterseite ist ein Fußgänger- und Radfahrweg in die Westseite der Brücke integriert, der auf gesonderten Kragträgern liegt. Den Amtsentwurf besorgte das Ingenieurbüro Grassl GmbH – Beratende Ingenieure Bauwesen. Die Baukosten betrugen 12,2 Millionen Euro. | 52° 25′ 35″ N, 13° 31′ 13″ O |
| 48     | 34,14 | | Wredebrücke Berlin-Adlershof                                                      | Die Wredebrücke, lokal auch Rudower Brücke genannt, war eine Straßenbrücke, die die Rudower Chaussee (bis 1959: Köpenicker Straße) über den Kanal führte. Genau an dieser Stelle entstand die Autobahnbrücke der A 113. Benannt wurde die Brücke nach dem Bankier und Fabrikanten Wilhelm August Julius Wrede (1822–1895), früherer Besitzer des Gutes Britz. | 52° 25′ 34″ N, 13° 31′ 12″ O |
| 49     | 34,54 | Brücke im Jahr 2009 benachbarte Rohrleitung | Wegedornbrücke auch: Teltowkanal-Brücke und (Rohrleitungsbrücke) Berlin-Adlershof | Die Wegedornbrücke, oft auch als Teltowkanalbrücke bezeichnet, führt die Wegedornstraße über den Kanal. Die Balkenbrücke aus Spannbeton wurde 1989 erbaut und verbindet als Ersatz der entfallenen Wredebrücke (Nr. 48) Adlershof mit Altglienicke. Benannt ist die Brücke wie die Straße nach dem Wegedorn. 2003 wurde für 50.000 Euro eine neue Rohrleitungsbrücke mit einer Stützweite von 40 m in die Wegedornbrücke integriert. Die Druckwasserleitung querte zuvor als Düker den Kanal. Die Konsolen der stählernen Fachwerkbrücke sind an den Widerlagern der Straßenbrücke befestigt. Ihre Ansichtsfläche ist mit Trapezblechen verkleidet. | 52° 25′ 34″ N, 13° 31′ 36″ O |
| 50     | 35,10 | Die Widerlager der ehemaligen Rohrbrücke im Jahr 2009 | Rohrbrücke Berlin-Adlershof                                                       | Am Havestadtplatz befand sich eine Rohrkonstruktion über den Kanal. Nach dem Abriss sind Widerlager der Rohrbrücke an beiden Ufern erhalten geblieben. Der Havestadtplatz liegt am Südausgang des WISTA am Ernst-Ruska-Ufer und erinnert an Christian Havestadt von Havestadt & Contag, dem bauausführenden Ingenieurbüro des Teltowkanals. | 52° 25′ 31″ N, 13° 32′ 31″ O |
| 51     | 35,78 | Oppenbrücke 1906 Altglienicker Brücke 2009 | Altglienicker Brücke Berlin-Adlershof                                             | Beim Bau des Teltowkanals im Jahr 1906 wurde hier eine stählerne Fachwerkbrücke gebaut, um die Köpenicker Straße über den Kanal zu führen. Diese wurde Oppenbrücke genannt, benannt nach Hans von Oppen, dem letzten Gutsbesitzer von Adlershof. Am Ende des Zweiten Weltkriegs, am 19. April 1945, wurde sie gesprengt und 1946 eine hölzerne Behelfsbrücke errichtet. 1950 wurde die Oppenbrücke wieder gehoben, instand gesetzt und am 14. Oktober erneut eingeweiht, nunmehr unter dem Namen Altglienicker Brücke. 1967/68 wurde sie erneut repariert und rekonstruiert. 1993 wurde die Brücke wegen Baufälligkeit gesperrt und ist seither funktionslos. Sie wird seit 1995 von der nebenliegenden Altglienicker Behelfsbrücke (Nr. 51a) umgangen. Auf der Brücke liegen noch die Schienen der ehemaligen Straßenbahnlinie Adlershof–Altglienicke, die hier von 1909 bis 1992 den Teltowkanal überquerte, zuletzt als Linie 84 von Friedrichshagen, Wasserwerk bis Altglienicke, Am Falkenberg. | 52° 25′ 30″ N, 13° 32′ 41″ O |
| 51a    | 35,80 | Altglienicker Behelfsbrücke (im Vordergrund) im Jahr 2009 | Altglienicker Brücke (Behelfsbrücke USTH) Berlin-Adlershof                        | Die Balkenbrücke wurde 1995 als „Behelfsbrücke (USTH)“ (USTH = umsetzbare Stahlhochstraße) als Ersatz für die baufällige Altglienicker Brücke (Nr. 51) gebaut. Sie führt die Köpenicker Straße über den Kanal und verbindet Adlershof mit Altglienicke. Im Jahr 2003 musste auch die provisorische Brücke vorübergehend gesperrt werden, da sie nicht die erforderliche Mindesthöhe aufwies. Die Anhebung um rund 80 cm kostete rund 750.000 Euro. Mit Stand 2009 gibt es keine Zeitangaben zu einer Beendigung des Provisoriums. | 52° 25′ 30″ N, 13° 32′ 41″ O |
| 52     | 36,45 | Neubau der Fernverkehrsbrücke, Stand November 2009 | (Fernbahnbrücke) Berlin-Adlershof                                                 | Die Brücke führt den Fernverkehr der 1866 in Betrieb genommenen Görlitzer Eisenbahn über den Kanal. Die ursprüngliche stählerne Fachwerkbrücke entstand um 1906. Mit der Grunderneuerung des Streckenabschnitts Baumschulenweg–Grünau seit 2007 wurden die beiden nebeneinanderliegenden Bahnbrücken (siehe Nr. 53) durch moderne Stabbogenbrücken ersetzt. Die Spannweite der neuen Brücken beträgt 50 m statt vorher 23 m, die lichte Höhe zwischen Wasserfläche und Brücken beträgt 5,25 statt 4,70 m. Die Bauarbeiten wurden bei weitgehend laufendem Bahnbetrieb durchgeführt, dabei überquerten die Züge den Kanal auf einer provisorischen Brücke direkt neben dem Adlergestell. Die neue Brücke wurde 2010 eröffnet. | 52° 25′ 33″ N, 13° 33′ 15″ O |
| 53     | 36,46 | S-Bahn-Provisorium im November 2009, dahinter die Brücke Nr. 52; Blick vom Adlergestell                                                                             | (S-Bahn-Brücke) Berlin-Adlershof                                                  | Die Brücke führt die Vorortgleise der S-Bahn auf der Strecke der Görlitzer Bahn über den Kanal. Die erste Brücke entstand 1928 als Fachwerkbrücke mit dem Ausbau der Vorortbahn nach Königs Wusterhausen. Aufgrund der Streckenerneuerung seit 2007 wurde die alte Brücke abgetragen. Die neue Stabbogenbrücke (wie vorstehende Nr. 52) wurde 2010 eröffnet. | 52° 25′ 33″ N, 13° 33′ 17″ O |
| 54     | 36,51 | Gustav-Borgmann-Brücke 1906 | Stelling-Janitzky-Brücke Berlin-Adlershof                                         | Die Stelling-Janitzky-Brücke wurde 1963 als Balkenbrücke aus Stahl gebaut. Sie führt das Adlergestell (B 96a) über den Kanal. Sie ist benannt nach Johannes Stelling und Erich Janitzky, zwei Opfern der nationalsozialistischen Köpenicker Blutwoche. Zum Gedenken an die beiden Widerstandskämpfer befindet sich eine Gedenktafel im Brückengeländer. Vorgängerbrücke an dieser Stelle war die Gustav-Borgmann-Brücke, benannt nach Gustav Borgmann, einem früheren Bürgermeister von Köpenick. | 52° 25′ 34″ N, 13° 33′ 19″ O |
| 55     | 37,00 | Brücke im Jahr 2009 | (Eisenbahnbrücke) Berlin-Adlershof                                                | Die namenlose Brücke ist Teil des Außenrings. Sie wurde 1984 als Fachwerkbrücke aus Stahl erbaut. Die erste Brücke entstand an dieser Stelle 1941 als kriegsbedingtes Provisorium, teils auf hölzernen Pfeilern, für den Güteraußenring. 1949 wurde die Brücke erneuert und bereits 1951 durch einen Neubau für den Außenring ersetzt. Dabei wurde – dieser Kanalabschnitt war aufgrund der Deutschen Teilung für den Schiffsverkehr gesperrt – ein massiver Stützpfeiler in der Kanalmitte errichtet. Wegen der Elektrifizierung der Bahnstrecke musste dieser Bau 1984 durch die heutige Brücke ersetzt werden. Der verbliebene, nun funktionslose Strompfeiler der Vorgängerbrücke wurde erst im Jahr 2000 nach der Sanierung des Kanalabschnitts gesprengt. | 52° 25′ 37″ N, 13° 33′ 44″ O |
| 56     | 37,72 | Kaiser-Wilhelm-Brücke 1906 Grünauer Brücke 2024 | Grünauer Brücke Berlin-Köpenick (Köllnische Vorstadt)                             | Die Grünauer Brücke führt als letzte Brücke über den Kanal kurz vor dem Erreichen der Dahme, die zur Spree-Oder-Wasserstraße (SOW) gehört. An dieser Stelle gab es mit der Eröffnung des Teltowkanals eine stählerne Fachwerkbrücke, die zuerst Kaiser-Wilhelm-Brücke genannt wurde. Diese Brücke wurde in den Jahren 1998–2000 als Balkenbrücke völlig neu gebaut. Auf der Brücke trifft von Süden kommend die Regattastraße mit der nördlich des Kanals verlaufenden Grünauer Straße zusammen. | 52° 25′ 42″ N, 13° 34′ 22″ O |